# Шкиротава
Шкиротава (на латвийски: Šķirotava) е един от 58-те квартала на Рига. Разположен е в административния район Латгале. Има население от 2182 души и обща площ възлизаща на 10,057 km². В квартала са разположени големи индустриални площи, много местни производства, както и масивни зелени площи. Въпреки че е слабо населен на Шкиротава се гледа като на един от столичните квартали, където активно ще се развива жилищното строителство.